# 프랭크 애버그네일
프랭크 윌리엄 애버그네일 주니어(영어: Frank William Abagnale Jr., 1948년 4월 27일 ~ )는 미국의 작가이자 잡범이다. 그는 1970년대 후반 루이지애나에서 법무부 차관, 조지아에서 병원 의사, 유타에서 교수, 200만 비행 마일 이상을 비행한 팬 아메리칸 항공 조종사 등을 사칭한 행각으로 악명을 떨쳤다는 거짓말로유명세를 얻었다.그는 15세 때부터 사람들을 속이고 소액위조 수표를 만들기 시작했다. 수표가 조잡한관계로 10대와 20대 초반에 그는 여러차례 체포되었고 미국과 유럽에서 유죄 판결을 받고 투옥되었다. 애버그네일는 1980년 자신의 삶에 관한 책 《캐치 미 이프 유 캔》을 공동 집필했다. 이 책은 2002년 동명 영화에 영감을 주었다. 애버그네일은 또한 네 권의 다른 책을 저술했다. 애버그네일 또한 컨설팅 회사인 애버그네일 앤드 어소시에이츠를 운영하고 있다.잡범이 본인이 대도라고 전세계에 사기를쳐 성공한 특이한 인물